# Kompaktspinnverfahren
Das Kompaktspinnverfahren (auch Verdichtungsspinnen) ist ein Ringspinnverfahren mit einer modifiziertes Streckwerkskonstruktion zum Zusammenfassen (Kompaktieren) des Faserbändchens und zum Verkleinern oder Unterdrücken des Spinndreiecks vor dem Verspinnen.
Dadurch werden die Einzelfasern besser in das Garn integriert und stehen damit weniger vom Faden ab. Es ergibt sich gegenüber herkömmlichen Ringgarnen eine stark reduzierte Haarigkeit und eine verbesserte Reißfestigkeit, was in der Weiterverarbeitung, etwa dem Weben, zu weniger Flusen und geringerem Energieverbrauch führt, da heutige Webstühle mit Luftdüsen arbeiten und die geringere Haarigkeit weniger Verwirbelung erzeugt.

## Techniken der Verdichtung
1. Pneumatisch: dabei wird die Faserstrecke mit Unterdruck auf einem Saugschlitz zusammengeführt und so zusammengehalten, bevor sie den Klemmpunkt passiert.
2. Mechanisch: die Fasern werden durch einen Trichter geführt, bevor sie den Klemmpunkt zur Drehungserteilung am Streckwerksausgang passieren.

Bei beiden Methoden kann mit reduziertem Drehungsbeiwert im Vergleich zu konventionellen Garn gesponnen werden. Das pneumatische System ist stärker verbreitet.
Das Verfahren wird am häufigsten bei Baumwolle, aber auch mit Kammgarn und Chemiefasern angewandt, wobei Chemiefasern in der Regel schon eine geringe Haarigkeit besitzen.

## Sonstiges
Zu beachten ist, dass eine Variante des Schmelzspinnverfahrens von Synthesefasern, bei dem die Aggregate horizontal angeordnet werden und damit einen geringeren Raum- und Investitionsbedarf erfordern, ebenfalls als Kompaktspinnverfahren bezeichnet wird.